# Ваља Маре (Долж)
Ваља Маре (рум. Valea Mare) насеље је у Румунији у округу Долж у општини Мелинешти. Oпштина се налази на надморској висини од 199 m.

## Становништво
Према подацима из 2002. године у насељу је живело 13 становника, од којих су сви румунске националности.